# بنینو آکینو
بنینو سیمئون آکینو (به انگلیسی: Benigno Simeon Aquino, Jr.) (زاده ۲۷ نوامبر ۱۹۳۲ – مرگ ۲۱ اوت ۱۹۸۳) سناتور و فعال سیاسی مخالف حکومت فردیناند مارکوس دیکتاتور پیشین فیلیپین بود.
آکینو پس از تحمل هفت سال زندان انفرادی در سال ۱۹۸۰ به آمریکا رفت. وی در بیست و یکم اوت ۱۹۸۳ به رغم تهدید به ترور، با یک هواپیمایی مسافری و با جلیقه ضد گلوله بر تن به فیلیپین بازگشت و پس از پیاده شدن از هواپیما، بلا درنگ هدف اصابت گلوله به سرش واقع و کشته شد.
پس از درگذشت او، همسرش کرازون آکینو به ریاست جمهوری رسید. بنیگنو آکینو، رئیس‌جمهور پیشین فیلیپین، فرزند بنینو آکینو است.